# Bulle ethmoïdale
La bulle ethmoïdale est une élévation de la paroi latérale du méat nasal moyen.

## Structure
La bulle ethmoïdale est située en arrière du processus unciforme de l'os ethmoïde dont elle est séparée par la gouttière unciformienne. Elle est produite par une cellule ethmoïdale. En dessous de la bulle se trouve une ouverture du sinus maxillaire,.

### Variation
La taille de la bulle varie avec la taille de la cellule qu'elle contient.

## Embryologie
La bulle ethmoïdale commence à se développer entre 8 semaines et 12 semaines de gestation.